# ビーゴ (スペイン)
ビーゴ（Vigo）は、スペイン・ガリシア州ポンテベドラ県にあるムニシピオ（基礎自治体）。大西洋のリア・デ・ビーゴ（Ría de Vigo）に沿って広がる港湾都市であり、スペイン最大の漁港がある。
ガリシア統計局によると2014年の人口は294.997人（2012年：297,355人、2010年：97,124人） で、州都サンティアゴ・デ・コンポステーラや県都ポンテベドラよりも人口が多く、ガリシア州最大の都市であり、ガリシア一の工業都市でもある。
また、オ・ポリーニョ、バイヨーナ、フォルネーロス・デ・モンテス、ゴンドマール、モス、ニグラン、パソス・デ・ボルベン、レドンデーラ、サルセーダ・デ・カセーラス、ソウトマイヨールなどの周辺自治体とコマルカ（コマルカ・デ・ビーゴ、州と市の中間単位）を形成している。
ガリシア語話者の自治体住民に占める割合は15.42%（2011年）。

## 歴史

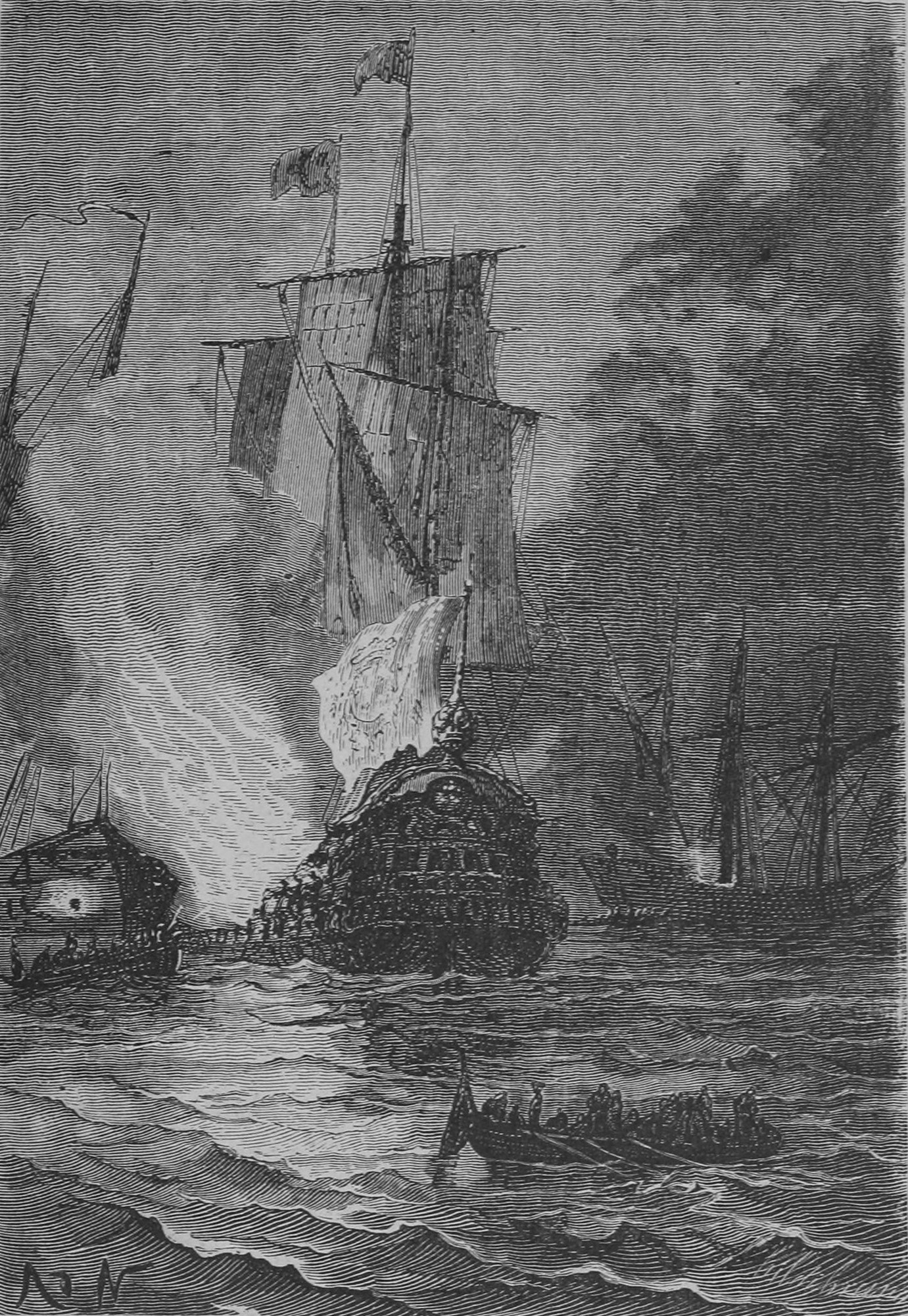
ビーゴ湾の海戦

ビーゴには古くから人が住んでおり、市の中心部である丘の上にローマ人の集落が作られた。ビーゴの語源はラテン語の「Vicus」（「村」の意）から来ている。中世にはヴァイキングの襲撃に何度かみまわれた。中世のビーゴは近隣の村の一部であり、独立した村として文献に現れるのは15世紀になってからである。
1585年、イングランドの海賊フランシス・ドレークがビーゴを襲い、一時的に占拠した後で建物を焼き払った。数十年後にはトルコの艦隊に襲われた。1656年、フェリペ4世の時代に現在も一部が残っている市壁が作られた。この時代は、いくどもの襲撃にもかかわらず、ビーゴは初期の商業を発展させ、スペイン王から特権を与えられた。
スペイン継承戦争では、1702年にビーゴ湾の海戦が起きた。1719年、スペインの艦隊がスコットランド侵攻のためにビーゴを出発しようとしているとして、イギリスの艦隊に包囲された。
19世紀始めのスペイン独立戦争では、ビーゴは1809年1月までフランスの攻撃に耐え、ガリシアで最初に解放された都市となった。フランスから解放された3月28日は「レコンキスタの日」として祝われている。
19世紀から20世紀にかけてビーゴは急速に発展した。その結果、ガリシアのほかの都市に比べて市街は無秩序にできあがっている。

## 人口
| ビーゴの人口推移 1900－2010                             |
|                                                         |
| 出典:INE（スペイン国立統計局）1900年 - 1991年、1996年 - |

## 経済
ビーゴはガリシア州の工業の中心地であり、自動車工場や造船所がある。PSAプジョー・シトロエンの工場はガリシア州での雇用に貢献しており、2003年には47,300台の自動車が生産され、その88%がスペイン外に輸出された。
ビーゴにはヨーロッパ最大の漁港があり、漁業会社ペスカノバ（gl）の本拠地である。また、欧州連合のヨーロッパ漁業局（en）の本部が置かれる予定。
金融ではカイシャノバ（Caixanova、正式にはCaixa de Aforros de Vigo, Ourense e Pontevedra）の本店がある。

## 政治
自治体首長はガリシア社会主義者党（PSdeG-PSOE）のアベル・ラモン・カバジェーロ・アルバレス（Abel Ramón Caballero Álvarez）、自治体評議員は、ガリシア国民党（PPdeG）：13、ガリシア社会党：11、ガリシア民族主義ブロック（BNG）：3、となっている（2011年5月22日の自治体選挙結果、得票順）。

### 歴代市長
| 任期      | 首長名                                                                        | 政党            |
| --------- | ----------------------------------------------------------------------------- | --------------- |
| 1979–1983 | マヌエル・ソト・フェレイロ（es）                                              | PSdeG           |
| 1983–1987 | マヌエル・ソト・フェレイロ                                                    | PSdeG           |
| 1987–1991 | マヌエル・ソト・フェレイロ                                                    | PSdeG           |
| 1991–1995 | カルロス・ゴンサーレス・プリンシペ（es）                                      | PSdeG           |
| 1995–1999 | マヌエル・ペレス・アルバレス（es）                                            | PPdeG           |
| 1999–2003 | ロイス・ペレス・カストリージョ（es）                                          | BNG-PSdeG       |
| 2003–2007 | ベントゥーラ・ペレス・マリーニョ（es、2003年12月まで） コリーナ・ポーロ（es） | PSdeG-BNG PPdeG |
| 2007–2011 | アベル・カバジェーロ（es）                                                    | PSdeG-BNG       |
| 2011–2015 | アベル・カバジェーロ                                                          | PSdeG           |
| 2015–2019 | アベル・カバジェーロ                                                          | PSdeG           |
| 2019–2023 | n/d                                                                           | n/d             |
| 2023–     | n/d                                                                           | n/d             |

### 選挙結果
| 1999年6月13日自治体選挙 |        |        |          |
| 政党                    | 得票数 | 得票率 | 獲得議席 |
| PPdeG                   | 50,565 | 36.71% | 11       |
| BNG                     | 34,192 | 24.83% | 8        |
| PSdeG-PSOE              | 32,314 | 23.46% | 7        |
| PROVI                   | 7,966  | 5.78%  | 1        |
| UGA                     | 4,605  | 3.34%  | 0        |
| EU-IU                   | 2,102  | 1.53%  | 0        |
| EDEG-OV                 | 1,073  | 0.78%  | 0        |
| PH                      | 565    | 0.41%  | 0        |
| その他                  | 486    | 0.35%  | 0        |

| 2003年5月25日自治体選挙 |        |        |          |
| 政党                    | 得票数 | 得票率 | 獲得議席 |
| PPdeG                   | 52,598 | 33.11% | 10       |
| PSdeG-PSOE              | 44,497 | 28.01% | 8        |
| BNG                     | 39,387 | 24.79% | 7        |
| PROVI                   | 10,373 | 6.53%  | 2        |
| COVI                    | 3,955  | 2.49%  | 0        |
| EU-IU                   | 3,197  | 2.01%  | 0        |
| E.O.                    | 666    | 0.42%  | 0        |
| その他                  | 737    | 0.46%  | 0        |

| 2007年5月27日自治体選挙 |        |        |          |
| 政党                    | 得票数 | 得票率 | 獲得議席 |
| PPdeG                   | 66,559 | 44.12% | 13       |
| PSdeG-PSOE              | 44,398 | 29.43% | 9        |
| BNG                     | 28,030 | 18.58% | 5        |
| PG                      | 4,909  | 3.25%  | 0        |
| EU-IU                   | 2,395  | 1.59%  | 0        |
| FPG                     | 544    | 0.36%  | 0        |
| PH                      | 369    | 0.24%  | 0        |
| VDE                     | 312    | 0.21%  | 0        |
| CDL                     | 198    | 0.13%  | 0        |

| 2011年5月22日自治体選挙 |        |        |          |
| 政党                    | 得票数 | 得票率 | 獲得議席 |
| PPdeG                   | 61,616 | 42.39% | 13       |
| PSdeG-PSOE              | 50,045 | 34.43% | 11       |
| BNG                     | 16,374 | 11.26% | 3        |
| EU                      | 6,588  | 4.53%  | 0        |
| OV-GV                   | 2,441  | 1.68%  | 0        |
| UPyD                    | 1,746  | 1.20%  | 0        |
| PUM+J                   | 803    | 0.55%  | 0        |
| FPG                     | 567    | 0.39%  | 0        |
| その他                  | 1,085  | 0.74%  | 0        |

### 司法行政
ビーゴは、ポンテベドラ県第3司法管轄区であるビーゴ司法管轄区に属し、同管轄区の中心自治体である。

## 名所

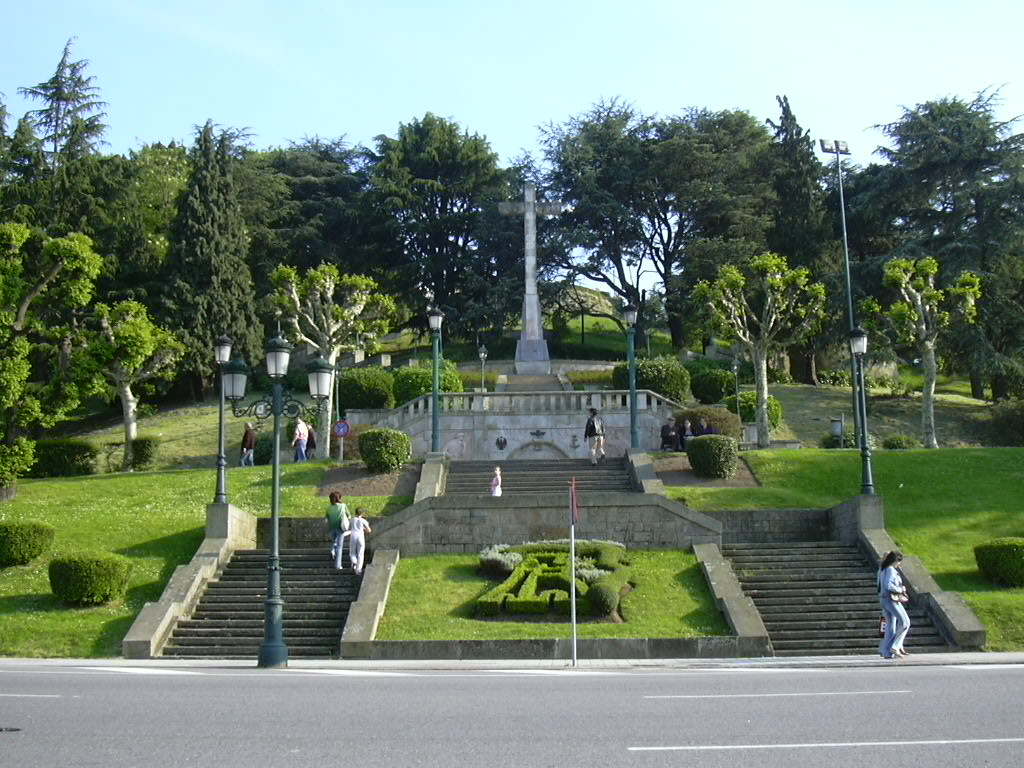
カストロ公園

- 旧市街（Casco Vello） - ビーゴは比較的新しく発展したため、旧市街はそれほど大きくはなく、カフェやアートギャラリーなどのほか、1816年に建てられたロマネスク様式のサンタ・マリーア聖堂などがある。
- カストロ城（Castelo de Castro） − 市の中心部で、旧市街の南にある丘の上の城塞跡（城塞はフェリペ4世によって築城されたもの）。ビーゴ港を一望できる。
- プリンシペ通り（Rúa do Principe） - 市街地中心部の歩行者天国であり、ショッピングストリート。

以下、郊外の観光地である
- ギーア公園 - ビーゴ港の北東にある海に面した丘。
- サミル海岸（Praia de Samil） - ビーゴ港の南西にあるビーチ。
- シエス諸島 - リア・デ・ビーゴ（ビーゴ湾）の沖に浮かぶ無人島。夏のみ、連絡船があり、キャンプ、海水浴など自然体験ができる。ビーゴ港からは船で45分。ガリシア州政府によってイージャス・アトランティカ（大西洋の島々）自然公園（Parque nacional das Illas Atlánticas）に指定されている。

参考文献：『地球の歩き方 スペイン 2004〜2005年度版』ダイヤモンド・ビッグ社、『Lonely Planet Spain 第5版』

## 交通
空港 − 
市の中心から東に15kmの位置にビーゴ・ペイナドール空港（en）があり、マドリードやバルセロナなどスペイン各地への便がある。
鉄道 − 
市街地東部にビーゴ駅があり、周辺はホテルが多く存在する。サンティアゴ・デ・コンポステーラやア・コルーニャへは1時間に1本程度の便（約1.5〜2時間）がある。マドリードからの長距離列車は昼に1便（約10時間）、寝台列車が1便ある。
また、ポルトガルのポルトへは1日2便（約3時間）ある。
バス - 
市街地の南東にバスターミナルがあり、マドリードやセビーリャ、ビルバオなど国内都市だけでなく、リスボンへの直通バスが1日1便（約8時間）ある。（場所は北緯42度13分28秒 西経8度42分33秒 / 北緯42.224307度 西経8.709256度である）

## 教育・文化
市内には1990年に創設されたビーゴ大学があり、ビーゴ市内と郊外にキャンパスがあり、他にもポンテベドラとオウレンセにもキャンパスを持つ。
また、ガリシアでの出版の中心で、市内には多くの出版社があり、代表的な出版社であるエディトリアル・ガラクシアとエディションス・シェライス・デ・ガリシアの2社もここにあり、ガリシア語での出版を行っている。ローカル新聞としてファロ・デ・ビーゴ、アトランティコ・ディアリオがある。

## スポーツ
- セルタ・デ・ビーゴ - ビーゴに本拠地を置くリーガ・エスパニョーラのサッカークラブチーム。

## 教区
市内は23の教区に分けられる。
- アルカブレ（サンタ・バイア）
- ベアーデ（サント・エステーボ）
- ベンブリーベ（サンティアーゴ）
- ボウサス（サン・ミゲル）
- カブラル（サンタ・マリーニャ）
- カンデアン（サン・クリストーボ）
- カストレーロス（サンタ・マリーア）
- コイア（サン・マルティーニョ）
- サント・アンドレ・デ・コメサーニャ（サント・アンドレ）
- コルーショ（サン・サルバドール）
- フェイシェイロ（サン・トメ）
- ラバドーレス（サンタ・クリスティーナ）
- マタマ（サン・ペドロ）
- ナビア（サン・パイオ）
- オイア（サン・ミゲル）
- サイアンス（サン・シュルショ）
- サン・パイオ（サン・パイオ・デ・フォラ）
- サン・ショアン・ド・モンテ（サン・ショアン）
- サルドマ（サン・ペドロ）
- テイス（サン・サルバドール）
- バラダーレス（サント・アンドレ）
- ビーゴ・セントロ（サント・アンドレ）
- サマンス（サン・マメーデ）

## 姉妹都市
- ブエノスアイレス、アルゼンチン
- ロリアン、フランス
- ポルト、ポルトガル
- カラカス、ベネズエラ